# Sutter Avenue-Rutland Road
Sutter Avenue-Rutland Road è una fermata della metropolitana di New York situata sulla linea IRT New Lots. Nel 2019 è stata utilizzata da 2 019 485 passeggeri. La stazione è servita principalmente dalla linea 3, tranne di notte quando è servita dalla linea 4. Durante le ore di punta fermano occasionalmente alcune corse delle linee 2, 4 e 5.

## Storia
La stazione e il resto della linea IRT New Lots furono realizzate come parte del contratto 3 dei Dual Contracts, stipulato nel 1913 tra la città di New York e l'Interborough Rapid Transit Company (IRT). I lavori di costruzione iniziarono nel 1917. Venne inaugurata il 22 novembre 1920, come parte della prima sezione della linea fino a Junius Street.
Nel 1961 furono completati i lavori di estensione delle banchine per permettere di accogliere treni con dieci carrozze. Tra il 5 ottobre 2016 e il 19 giugno 2017 la stazione è stata chiusa per essere ristrutturata, grazie ai fondi stanziati dal piano di investimenti del 2010-2014 della Metropolitan Transportation Authority (MTA).

## Strutture e impianti
La stazione è posta su un viadotto al di sopra di East 98th Street, ha due binari e due banchine laterali. Il mezzanino, posizionato sotto il piano binari, ospita le scale per accedere alle banchine, i tornelli e le tre scale per il piano stradale, due portano all'angolo sud-est dell'incrocio con Sutter Avenue e una all'angolo nord-ovest dell'incrocio con Rutland Road.
Nel 2017, nell'ambito dell'iniziativa della MTA "Arts & Design", nella stazione sono stati installati dei pannelli realizzati dall'artista Nancy Baker intitolati Ailthanus and Chandelier e ispirati agli alberi Ailanthus, molto diffusi a Brooklyn.

## Interscambi
La stazione è servita da alcune autolinee gestite da NYCT Bus.
- Fermata autobus